# Papiro

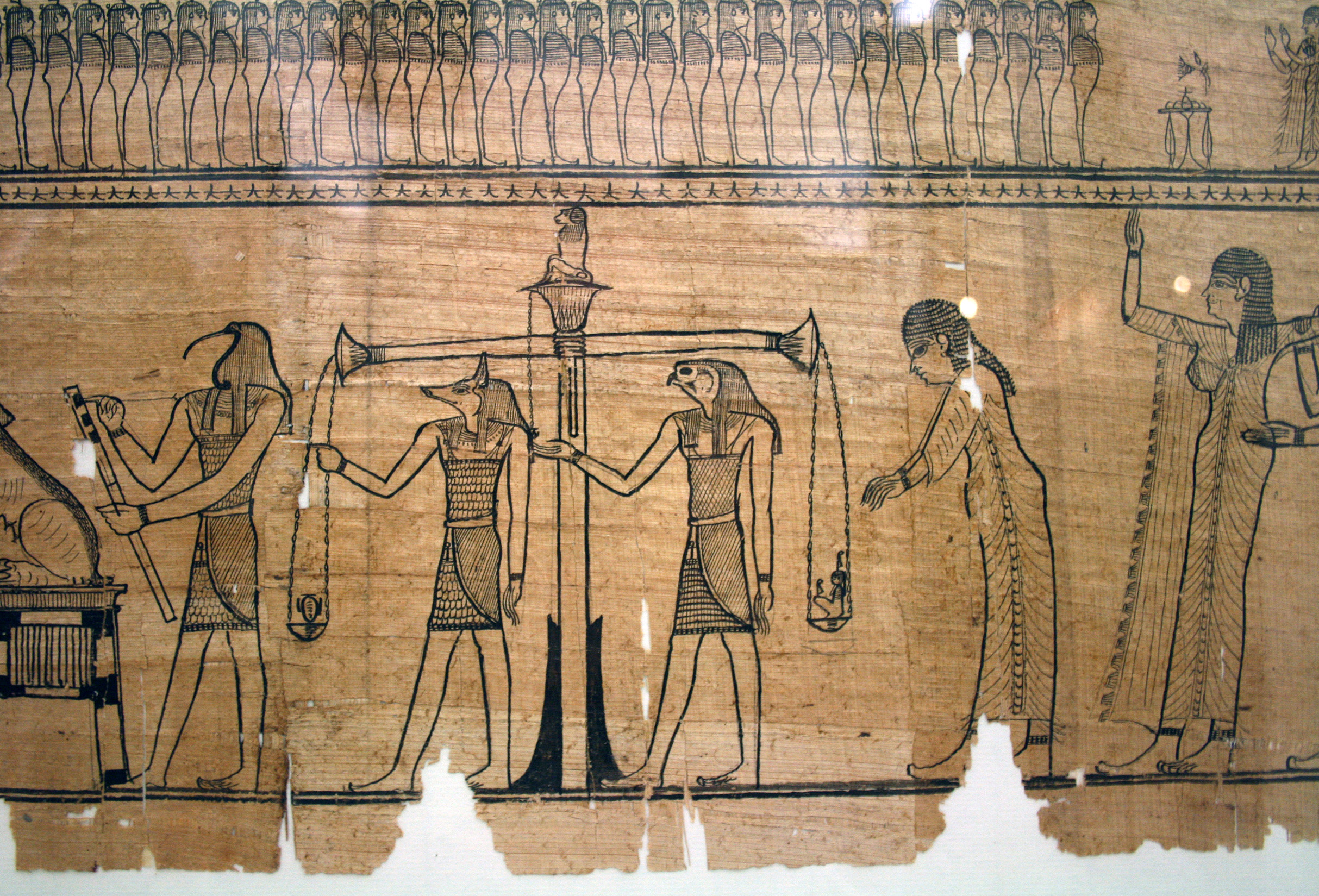
Dettaglio del Libro dei morti conservato a Vienna

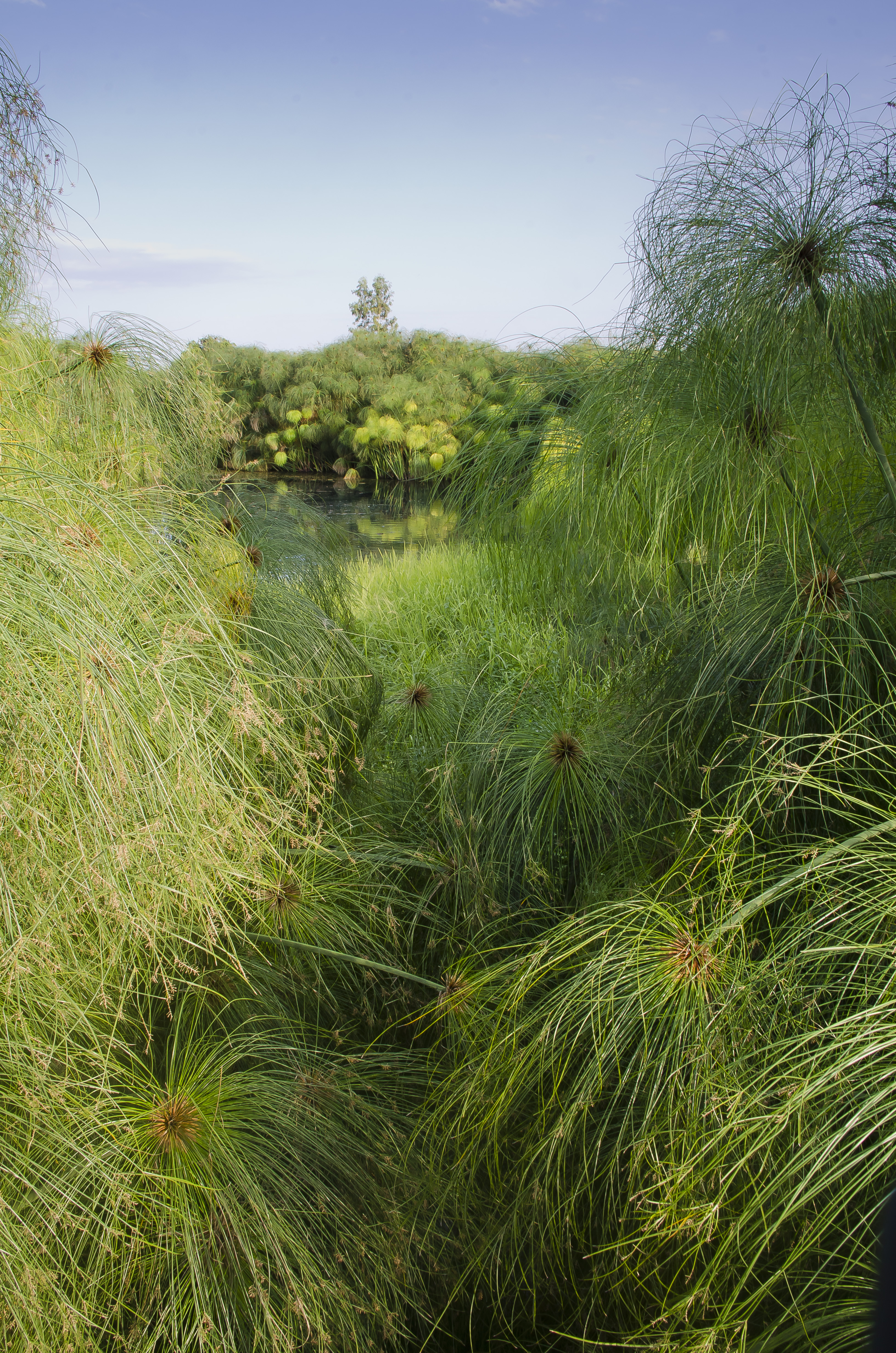
Piante di papiro (Cyperus papyrus)

Il papiro (dal latino: papyrus, a sua volta dal greco antico: πάπυρος?, pápyros, di etimologia sconosciuta) è la superficie di scrittura ricavata da una pianta acquatica, molto comune nel delta del Nilo e in alcune parti del Mediterraneo, un'erba palustre della famiglia delle Cyperaceae, il Cyperus papyrus.
La carta di papiro rappresentò una vera e propria rivoluzione nel campo della scrittura, poiché risultava facilmente pieghevole, leggera e di colore chiaro, tutte qualità utili per gli scritti. Il primo produttore del prezioso materiale fu l'Egitto.

## La pianta del papiro
Il papiro è una specie erbacea perenne, con peduncoli fogliari alti da due a cinque metri che emergono da un fusto rizomatoso legnoso molto grosso. I peduncoli fogliari sono trigoni, con diametro di 3-4 centimetri, lisci, di colore verde molto scuro.
All'apice di ogni peduncolo compaiono brattee lanceolate, arcuate, disposte ad ombrello. Le infiorescenze sono ombrelliformi con raggi lunghi da 10 a 30 centimetri, si formano all'estremità superiore dei fusti e portano delle spighe di colore paglierino che contengono acheni allungati.
La fioritura avviene da luglio a settembre. In Europa oggi cresce spontaneamente solo in alcune zone umide della Sicilia orientale, in particolare nel territorio di Siracusa, lungo il corso dei fiumi Anapo e Ciane, e alle sorgenti del Fiumefreddo nel catanese. In passato cresceva spontaneamente anche lungo il corso del fiume Papireto a Palermo, poi interrato, da cui il fiume prende il nome. È una specie amante della luce, che cresce lungo le rive dei corsi d'acqua a corrente lenta, con le radici sommerse.
Oggi il papiro viene coltivato soprattutto a scopo ornamentale, ma nell'Antico Egitto aveva molteplici usi tecnici: il midollo era usato come alimento e fonte di fibre tessili, i fiori per farne ghirlande, il rizoma come combustibile e le parti più robuste (radici e fusto) per pentole, utensili, calzature, sartiame se non addirittura imbarcazioni.

## Invenzione, utilizzo e commercio della carta di papiro

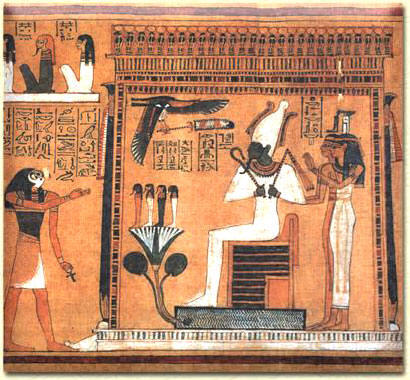
Papiro di Hunefer

Mentre le tavolette di argilla furono utilizzate quasi solo in Mesopotamia, il papiro fu il principale materiale di supporto alla scrittura per quasi quattro millenni e fu utilizzato su un'area molto più ampia del territorio in cui aveva avuto origine e dove continuò a essere localizzata la quasi totalità della produzione, l'Egitto. Il suo utilizzo scomparve solo quando si diffuse la produzione della carta, ottenuta dagli stracci e perciò molto più economica.
Il papiro era una sorta di carta.
La sua importanza storica è ancora oggi testimoniata da molte lingue europee, in cui la carta è indicata con un vocabolo derivato da "papiro": in inglese "paper", in francese e in tedesco "papier", in spagnolo "papel". Fa eccezione l'italiano, in cui la parola papiro è usata solo per indicare un qualche documento. La parola "carta" deriva dal latino charta, che indicava un singolo foglio, che poteva equivalentemente essere stato ricavato dal papiro o dalla pergamena. A sua volta charta deriva dal greco chartes, parola di origine forse egiziana utilizzata per indicare i fogli di papiro. Il primo produttore del prezioso materiale era l'Egitto. In particolare Alessandria, la città sul delta, ne controllava il commercio internazionale. Le vaste paludi deltizie, infatti, erano particolarmente adatte alla coltivazione delle canne da cui si ricavava la fibra dalla qualità migliore.
La produzione del papiro fu per l'Egitto una grande fonte di reddito, poiché gli egizi lo esportavano nei loro commerci su tutto il bacino del Mediterraneo e nel Medio Oriente. A partire dal III millennio a.C. vi fu un forte scambio commerciale per il papiro attraverso i porti della Fenicia, e dal X secolo a.C. il commercio aumentò notevolmente. Dopo che i popoli del Mediterraneo appresero l'arte della scrittura, la richiesta di "carta di papiro" aumentò enormemente: divenne preziosa e comune in tutta l'area geografica mediterranea.
Gli arabi lavorarono il papiro dal VII secolo a.C. e dal VI secolo a.C. anche i greci.
L'importanza del papiro come supporto nella trasmissione della cultura è stato fondamentale. Durante tutta l'antichità, dall'epoca di Gaio Giulio Cesare a quella dei sovrani franchi, il papiro alessandrino fu il supporto più utilizzato in Europa per la stesura di ogni tipo di documento (ufficiale, mercantile, letterario, eccetera). Nelle case dei romani vi erano spesso delle biblioteche domestiche. I rotoli venivano muniti di indici, etichettati (con una linguetta sporgente che in greco si chiamava sillybos) e impilati in scaffali.
I più antichi papiri ritrovati dagli archeologi risalgono al terzo millennio a.C. grazie al clima secco dell'Egitto. I ritrovamenti, avvenuti anche in altre aree con clima arido come Dura-Europo in Siria, l'area del mar Morto in Palestina o la Nubia, sono comunque rari e perciò sono molto famose alcune raccolte di frammenti, come quella rinvenuta nell'antica città egiziana di Ossirinco e quella più recentemente scoperta a Nag Hammadi. Anche una parte dei celebri manoscritti del Mar Morto (databili tra il 150 a.C. e il 70 d.C.) fu scritta su papiro. Molti papiri sono importanti per l'originalità del loro contenuto.
Dal momento che nel clima europeo un papiro poteva conservarsi in buono stato per circa trecento anni, non sono sopravvissuti in Europa molti papiri originali di età greca o romana. Le uniche eccezioni sono i papiri carbonizzati rinvenuti nel sito archeologico di Ercolano

## Il papiro nella cultura e nella religione egiziana
La pianta di papiro era il simbolo del Basso Egitto, dove cresceva rigoglioso, mentre il loto era il simbolo dell'Alto Egitto. I capitelli delle sale ipostile avevano spesso la forma di fiori aperti di papiro perché si credeva che il cielo fosse separato dalla terra da quattro pilastri di papiro. I capitelli della Grande sala ipostila del tempio di Karnak avevano un diametro di 5,4 metri. L'altezza complessiva delle colonne centrali (comprendendo quindi anche la rappresentazione dello stelo del papiro) è di 21 metri.
Il papiro era simbolo di fertilità, fecondità e rigenerazione e in particolare della rinascita del defunto nell'aldilà. Esso, perciò, compare in testi religiosi, soprattutto quelli relativi all'oltretomba come il Libro dei morti.

## La fine del commercio del papiro
Nel VII secolo si verificò l'avanzata dell'islam nell'Africa settentrionale. L'Egitto venne conquistato nel 640-41. Le conseguenze per il commercio del papiro furono esiziali.

Gli arabi decisero di commerciare solo con genti di fede musulmana. Tutta l'Europa rimase quindi tagliata fuori dal commercio del papiro. La carta di papiro fu utilizzata fino all'VIII secolo, probabilmente attingendola dagli ultimi depositi. A Roma durò di più: la cancelleria pontificia redasse l'ultimo documento su papiro nel 1057.
Le vie del mare attraverso il Mediterraneo rimasero interrotte fino al XII secolo. Ma ancora prima della loro riapertura, in Egitto la produzione di papiro ebbe un brusco rallentamento, fino a scomparire temporaneamente, nell'XI secolo, dopo 4200 anni di produzione, a causa di una forte siccità che dal 1052 al 1055 colpì il fiume Nilo, facendo quasi estinguere la coltura del papiro. 

In Europa il papiro fu sostituito dapprima dalla pergamena, poi dalla carta.

## La produzione antica

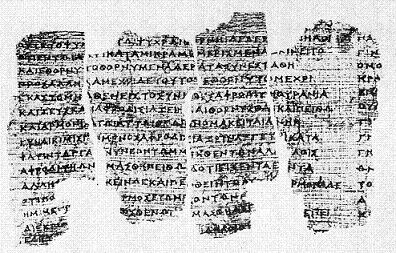
Alcuni frammenti del papiro di Derveni, il papiro più antico rinvenuto in Europa. Risalente alla fine del V secolo a.C., è oggi conservato presso il museo archeologico di Salonicco

L'Egitto, come detto sopra, ebbe nell'antichità l'esclusiva della produzione di carta di papiro grazie alla coltivazione della pianta lungo le rive del fiume Nilo. Il più famoso centro commerciale per l'esportazione del papiro fu la città di Biblo in Siria e da ciò probabilmente derivano due parole greche che ebbero molta fortuna: βύβλος (bublos,) e βίβλος (biblos). La prima indica la pianta del papiro e le merci da essa derivate (carta, ma anche cordami, ceste, stuoie, calzari, ecc.). Teofrasto nel IV secolo a.C. limitava, perciò l'uso della parola papuros agli usi alimentari della pianta, ma in generale bublos è un sinonimo di papuros. Il secondo termine, biblos, indica con precisione la corteccia interna del papiro utilizzata per la produzione della carta e di conseguenza anche gli scritti su papiro.
La produzione della carta si distribuiva in più fasi: la raccolta della pianta, la divisione del suo fusto in lamine, la realizzazione del foglio, la rifinitura e l'assemblaggio del rotolo. I fogli ricavati dal papiro venivano poi destinati ad usi diversi in base alla loro qualità e alla loro dimensione. Gli egiziani non hanno tramandato notizie sull'antica arte della produzione del papiro; qualcosa, però, è riscontrabile in Plinio e in Isidoro di Siviglia o è stato dedotto dall'esame dei papiri superstiti.

### La produzione dei singoli fogli
Il papiro veniva prodotto strappando dal fusto triangolare della pianta delle strisce (lunghe anche circa 40 cm), che venivano affiancate su una superficie umida, dura e liscia. Sopra di esse veniva disposto, ad angolo retto, un altro strato. Per amalgamare i due strati essi venivano battuti con un martelletto di legno (oppure venivano compressi tra due pietre); successivamente venivano essiccati restando collegati dai loro succhi naturali (liberati a seguito della percussione) senza l'aggiunta di colla. La superficie, infine, veniva lisciata con pietre arrotondate. In questo modo si ottenevano dei fogli rettangolari (detti in egiziano shefedu e in greco kòllema, plurale: kollemata).
Questi fogli erano piuttosto delicati e rischiavano di sfilacciarsi a partire dai bordi, perciò perlopiù si preferì collegarli fra loro costruendo dei rotoli e lasciare liberi da scrittura ampi margini sopra e sotto. L'altezza massima dei rotoli era quella dei fogli, ma spesso era molto inferiore (10–20 cm), forse perché i fogli erano più piccoli o perché erano stati tagliati orizzontalmente in due o tre parti per produrre rotoli più bassi e maneggevoli. Alternativamente i fogli furono anche utilizzati per comporre dei codici papiracei, una tecnica che si diffuse nel mondo greco-romano dopo la nascita dei codici di pergamena.
Sui fogli di papiro si scriveva secondo righe orizzontali larghe 10–20 cm, usando sia un pennello che uno strumento appuntito e intinto nell'inchiostro.

### Il rotolo

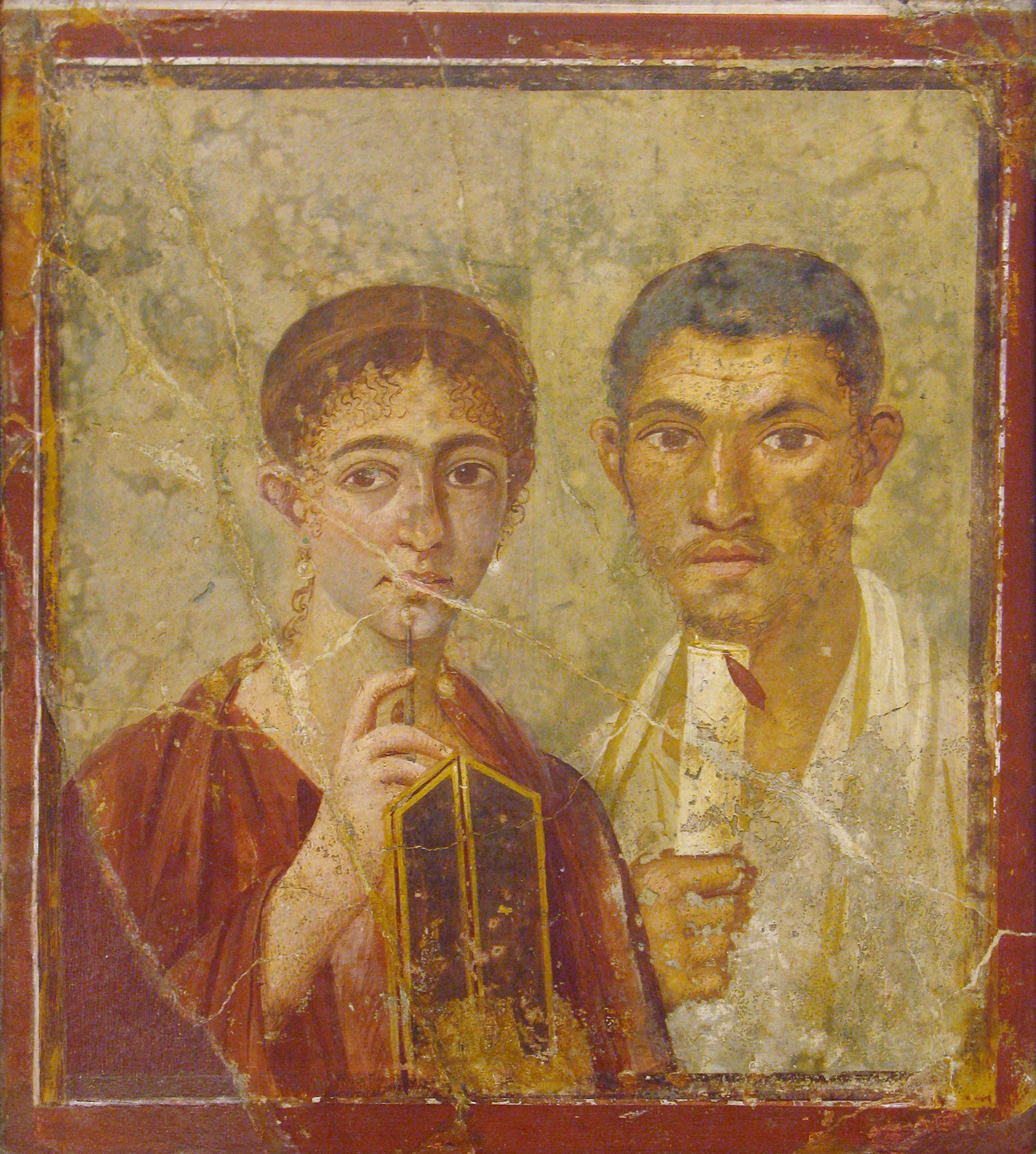
Terenzio Neo e consorte, lui con un rotolo e lei con una tavoletta e stilo.
Affresco di Pompei, Museo archeologico nazionale di Napoli.

I fogli di papiro venivano accostati e incollati con una colla di acqua e farina, sovrapponendo alcuni centimetri del bordo laterale (1–5 cm), in modo da produrre una striscia lunga molti metri, che veniva arrotolata. Il papiro più lungo della Villa dei papiri di Ercolano misura 25 metri. Quello più lungo del British Museum, il papiro Harris, ben 41. In questa operazione si aveva cura che tutti i fogli presentassero il lato con le fibre orizzontali sulla stessa faccia del rotolo, che diventava la superficie interna, quella di scrittura preferenziale. Ciò comportava alcuni vantaggi. Anzitutto durante l'arrotolamento le fibre orizzontali risultavano compresse e ciò riduceva il pericolo di lacerazioni, aumentando la durabilità del papiro. La scrittura, poi, era facilitata dal fatto che la punta dello strumento scorreva parallelamente alle fibre.
Per questo stesso motivo a seconda del verso della propria scrittura (verso destra come le lingue europee o verso sinistra come le semitiche) era utile che le giunzioni fra i fogli (dette kolleseis) non offrissero resistenza: per le lingue europee (greco e latino) il bordo destro del foglio di sinistra doveva essere incollato sopra il bordo sinistro del foglio di destra e viceversa nel caso opposto. Ciò, tuttavia, non richiedeva alcuna particolare attenzione per il fabbricante: bastava che lo scriba ruotasse di 180° il rotolo e iniziasse a scrivere dall'altra estremità del rotolo.
Il rotolo, infine, veniva posto in commercio e poteva essere utilizzato per produrre due tipi di manufatti editoriali: il volumen e il rotulus.

### Ilvolumen
Quando il rotolo doveva contenere un'intera opera letteraria e perciò tutta la sua lunghezza poteva essere utilizzata, esso diventava un volumen (parola latina che indica l'arrotolamento del rotolo di papiro). In questo caso all'estremità esterna del rotolo era aggiunto un primo foglio di protezione, il protocollon , dal greco: primo (foglio) incollato. Quando, infatti, si iniziava a svolgere il rotolo, il primo foglio era sottoposto ad usura e trazioni intense e logoranti. Sul "protocollo" non si scriveva, tranne che per brevi annotazioni. Le fibre di questo foglio erano disposte ortogonalmente rispetto a quelle dei fogli successivi (cioè il foglio era incollato con il retro sul davanti).
Secondo i poeti latini il protocollo dei rotoli più lussuosi era addirittura in pergamena, evitando così di doverlo sostituire quando si fosse logorato. Dato che la pergamena era costosa il protocollo di papiro poteva essere rinforzato incollando sul suo bordo esterno una sottile striscia di pergamena o almeno un rinforzo di papiro. Probabilmente un analogo foglio di protezione, detto eschatocollion, si trovava anche al termine del papiro: Marziale infatti lo menziona, ma per ora non ce ne è giunto alcun esemplare.
A una o a entrambe le estremità del rotolo, inoltre, poteva essere fissato un bastoncino di legno chiamato umbilicus, attorno al quale il volumen veniva riavvolto. Alle due estremità dell'umbilicus si trovavano due pomelli, talvolta ornati di pitture variopinte. I pomelli erano chiamati in latino anche cornua, forse perché d'osso. In greco antico, invece, questi pomelli erano detti kefalìs (plurale: kefalìdes), cioè "testolina", traducibile letteralmente in latino con capitulum o capitellum. Già nella Bibbia dei LXX questo termine passò a indicare anche l'intero rotolo. Ogni libro, poi, poteva essere contrassegnato con un'etichetta contenente il sommario (e perciò detta syllabus) o almeno il testo delle prime parole, che nell'antichità fungevano da titolo delle opere (index).
Il rotolo era conservato in casellari detti nidi o in appositi contenitori di cuoio (capsae). Ogni casella od ogni capsa poteva contenere dieci rotoli. Per questo motivo i libri di alcune opere come la storia di Roma di Tito Livio (Ab Urbe condita libri CXLII), erano raggruppati in decadi. Per la lettura il volumen poteva essere tenuto nella mano destra, mentre la sinistra lo svolgeva e riavvolgeva la parte letta. Evidentemente il testo era scritto su colonne parallele, larghe 10–20 cm.

### Ilrotulus
Testi più brevi come contratti, accordi, lettere erano predisposti tagliando dal rotolo di papiro la quantità necessaria. In questo caso il testo poteva anche essere compilato transversa charta, cioè ruotando il papiro di 90° e scrivendo su una sola colonna. Il rotolo, quindi, veniva dispiegato in posizione verticale per la lettura e veniva ri-arrotolato dal basso verso l'alto. In mancanza di un termine generalmente accettato Eric Turner usa la parola rotulus per indicare questi rotoli.

### I papiri opistografi e i codici papiracei
Quando il testo era scritto su entrambi i lati il papiro veniva e viene detto opistografo. La doppia scrittura può avere diverse motivazioni. Per esempio, banalmente, in tempi successivi alla prima compilazione la mancanza o il costo della carta di papiro induceva a riutilizzare il verso del volumen per trascrivere un'opera diversa da quella del recto.
In altri casi i fogli di papiro venivano sin dall'inizio raggruppati in fascicoli e utilizzati per comporre codici papiracei. Erano abbastanza comuni i quaternioni, cioè fascicoli di quattro bifogli per un totale di otto fogli. In questo caso le fibre possono risultare disposte nella pagina sia orizzontalmente che verticalmente. In questo e in altri casi ancora il testo continuava dal fronte al tergo della pagina, ecc.

## La produzione moderna
Fu un italiano a fare riprendere la produzione della millenaria carta di papiro: l'archeologo catanese Saverio Landolina Nava, che si interessò a tale pianta nel 1780 circa e volle riprendere la fabbricazione di suddetta carta nella città di Siracusa; lo fece utilizzando i papiri del fiume Ciane e le istruzioni dell'antico romano Plinio il Vecchio, il quale le lasciò scritte nella sua Naturalis historia. Da allora la città aretusea produsse fogli di papiro - se pur inizialmente in quantità minima -, rappresentando di fatto il primo luogo al mondo dove questa antichissima forma di scrittura e dipinto veniva riesumata (l'ultima fabbricazione di carta papiracea risaliva ai tempi dell'Impero di Bisanzio).
Negli anni sessanta le sorelle Naro di Siracusa erano le uniche a produrre carta di papiro, eredi di una tradizione antica di oltre due millenni; fu una produzione di livello qualitativo basso, poiché utilizzarono tecniche del tutto personali, ma ebbero comunque il merito di non far sparire dalla società contemporanea la tecnica di lavorazione del papiro.

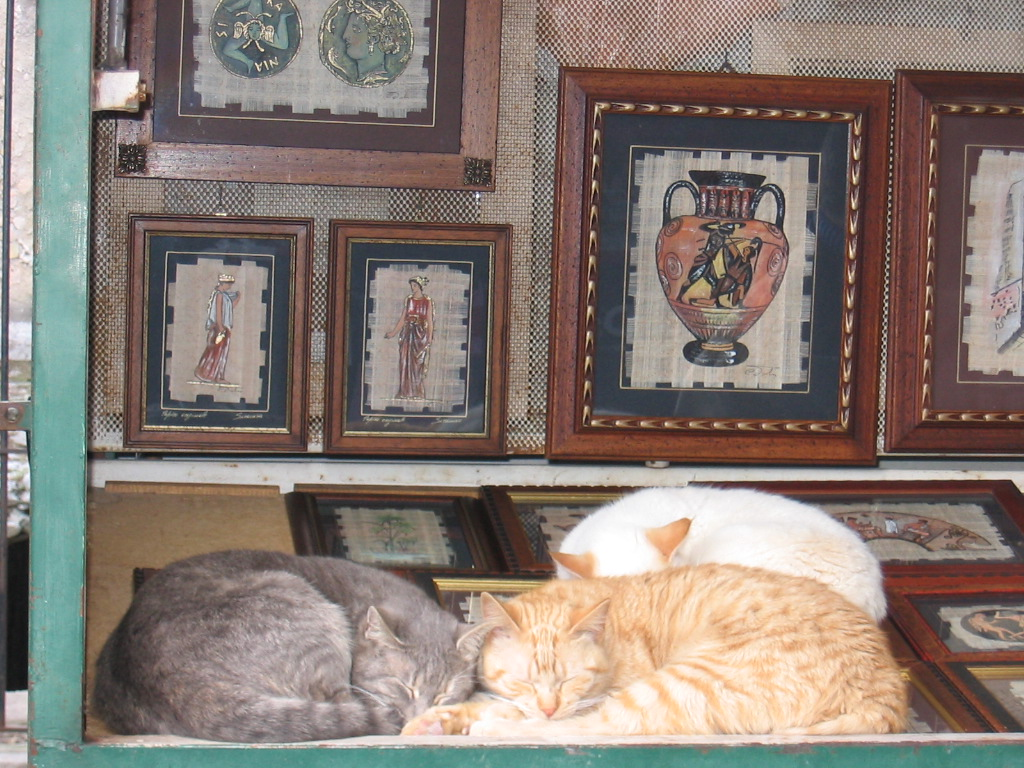
Dei papiri artigianali di Siracusa con su raffigurati simboli greci della città

Dagli anni settanta si ebbe una nuova grande lavorazione di carte di papiri; sia a Siracusa che in Egitto. Gli egiziani infatti ripresero a lavorare il papiro dopo una lunga sosta durata circa otto secoli. La nuova produzione prevedeva un vasto quantitativo di carta fabbricata con la pianta di papiro e indirizzata ad un mercato essenzialmente turistico.
Se in un primo momento i siracusani adoperavano i papiri per rappresentare quasi esclusivamente scene della civiltà greca, dopo la scoperta della tomba di Tutankhamon, nel 1922, i papiri di Siracusa si riempirono piuttosto di scene della civiltà egizia, poiché i tanti oggetti rinvenuti e i geroglifici sulle pareti ispirarono i nuovi produttori di papiri, i quali attrassero su di essi parecchia curiosità, poiché per la prima volta si ripeteva il connubio di autentica carta da papiro con su dipinte scene di vita e credenze dell'Antico Egitto. Il sempre crescente interesse per questa rara attività artigianale dei locali, fece appassionare uno studioso di nome Corrado Basile, il quale nel 1961 intraprese gli studi sul papiro siracusano e nel 1987 fondò in città l'Istituto Internazionale del Papiro.

## Curiosità
- Con la pianta del papiro si producevano anche delle barche, fatte interamente da filamenti di papiro; queste barche sono state ritrovate, oltre che in Egitto, anche nei luoghi più interni dell'Africa: Uganda, Ciad, Etiopia, Kenya e Sudan, dove anche al giorno d'oggi vengono realizzate.[18] Alcuni modelli di barca sono ispezionabili presso la sede museale siracusana dedicata al papiro.
- Viene detto "papiro" anche il manifesto redatto in onore dello studente universitario neolaureato, riportante la sua caricatura, una scherzosa biografia in versi, ecc. Sino agli anni settanta, invece, il "papiro" veniva dato dagli studenti degli ultimi anni ai nuovi iscritti, le "matricole", dietro opportuni donativi. Serviva di fatto come una specie di passaporto di frequentazione dell'università, che la matricola doveva portare con sé per evitare taglieggiamenti da parte soprattutto degli studenti più anziani, i "fuori-corso".
- Il papiro per gli antichi egizi rappresentava il simbolo della gestazione, della gioia e della giovinezza. Altri significati attribuitigli cambiavano in base al modo in cui esso veniva utilizzato: svolgere una carta da papiro significava evoluzione e conoscenza; avvolgere una carta da papiro significava involuzione, segreto.[19]